# Comuna de Brańsk
Brańsk (polaco: Gmina Brańsk) é uma gminy (comuna) na Polónia, na voivodia de Podláquia e no condado de Bielsk. A sede do condado é a cidade de Brańsk.
De acordo com os censos de 2004, a comuna tem 6565 habitantes, com uma densidade 28,9 hab/km².

## Área
Estende-se por uma área de 227,3 km², incluindo:
- área agricola: 78%
- área florestal: 15%

## Demografia
Dados de 30 de Junho 2004:
|                      | Total   | Total | Mulheres | Mulheres | Homens  | Homens |
| -------------------- | ------- | ----- | -------- | -------- | ------- | ------ |
|                      | pessoas | %     | pessoas  | %        | pessoas | %      |
| População            | 6565    | 100   | 3196     | 48,7     | 3369    | 51,3   |
| Densidade (pop./km²) | 28,9    | 100   | 14,1     | 14,1     | 14,8    | 14,8   |

De acordo com dados de 2002, o rendimento médio per capita ascendia a 1164,15 zł.

## Comunas vizinhas
- Bielsk Podlaski, Boćki, Dziadkowice, Grodzisk, Klukowo, Nowe Piekuty, Poświętne, Rudka, Szepietowo, Wyszki